# Sparkadia
Sparkadia ist eine australische Alternative-Rock-Band. Sie wurde 2004 in Sydney gegründet und besteht momentan aus dem Frontsänger und Gitarristen Alex Burnett, Gitarristin und Sängerin Tiffany Preece, Bassist und Sänger Nick Rabone, sowie Schlagzeuger David Hall.
Die Band hatte ihren ersten kommerziellen Erfolg mit ihrem Debütalbum Postcards, das auf Rang 23 der ARIA Album Charts platziert wurde.

## Geschichte
Die Band wurde in Annandale (Sydney) gegründet und war zunächst ein Projekt zwischen Frontsänger Alex Burnett und Schlagzeuger David Hall. Die Zusammenarbeit der beiden wurde nicht als sonderlich ernst betrachtet, bis Jamie Davis vom britischen Label Ark Recordings ihre Musik auf einer Hochzeit eines Freundes hörte. Burnett beschrieb den Vertragsabschluss mit dem Label mit den Worten "Er nahm uns grundsätzlich wegen der Songs und der Stimmung unter Vertrag. Er hatte uns noch nicht einmal live gesehen" als eine "fantastische Geschichte". Sie erregten noch mehr Aufmerksamkeit als Davis einige ihrer Demosongs Ben Hillier, dem Co-Produzent des zweiten Albums der britischen Indie-Rock-Band Elbow, Cast of Thousands, vorspielte, woraufhin Hillier zustimmte, das Debütalbum der Band zu produzieren.
In Australien wurden sie zunächst mit der Debüt-EP mit dem Titel Things Behind the Sun bekannt, welche am 20. Februar 2007 veröffentlicht wurde. Seitdem spielten sie zusammen mit Death Cab for Cutie, Ben Lee, The Bravery und Tegan & Sara und waren auf Tournee mit The Thrills, Jimmy Eat World und Vampire Weekend.
Sparkadias Debüt-Studioalbum Postcards wurde am 31. Mai 2008 veröffentlicht und erreichte Rang 23 der australischen Albumcharts.
2006 erschien der Song Falling Down auf einer Compilation CD als Feature für das australische Musikmagazin Mess+Noise in der dritten Auflage, jedoch wurde das Lied nicht wiederveröffentlicht.

## Diskografie

### Studioalben
- 2008: Postcards
- 2011: The Great Impression

### Singles
- 2007: Morning Light
- 2007: Animals
- 2008: Too Much to Do
- 2008: Jealousy

### EPs
- 2007: Things Behind the Sun